# Meinhardt van Schomberg
Meinhardt van Schomberg (Keulen, 30 juni 1641 - Londen, 5 juli 1719) was een Duits militair die in dienst was bij Willem III van Oranje.

## Biografie
Meinhardt van Schomberg werd geboren als zoon van Frederik van Schomberg en Johanna-Elisabeth von Schönberg. Hij ging dienen in het leger van zijn vader in het Portugese leger. Aanvankelijk als luitenant-kolonel en later ook als kolonel. Vervolgens diende hij samen met zijn vader ook in het Franse leger en nam hij aan diens zijde deel aan de Hollandse Oorlog. Vervolgens Meinhardt van Schomberg ook deel aan de Glorious Revolution in 1689. Tijdens de Slag aan de Boyne had hij het commando over de rechtervleugel van het leger.
In 1690 werd Meinhardt von Schomberg benoemd tot hertog van Leinster. Hij nam het jaar daarop ook deel aan het Beleg van Limerick en op 25 april 1691 werd hij genaturaliseerd tot Engelsman. Datzelfde jaar kreeg hij de benoeming tot Opperbevelhebber van de Britse troepen en twee jaar later erfde hij de titel van hertog van Schomberg. In 1698 nam hij zijn intrek in het Schomberg House dat was verrezen aan de Pall Mall. In 1703 werd hij ridder in de Orde van de Kousenband en werd hij door koningin Anna van Engeland als bevelhebber van de Engelse troepen naar Portugal gestuurd tijdens de Spaanse Successieoorlog.
Meinhardt Schomberg keerde echter in ongenade terug naar Engeland en hield zich nadien vooral bezig met maritieme zaken. Ook gaf hij in 1717 de opdracht tot bouw van Hillingdon House waar hij twee jaar later zou overlijden.